# Кавау
Кавау (англ. Kawau) — один из крупнейших островов в заливе Хаураки, расположенный недалеко от северо-восточного побережья Северного острова. Является территорией Новой Зеландии. Остров находится примерно в 8 км от побережья острова Северный, к югу от полуострова Тафарануи и к востоку от города Уоркуэрт. В 45 км к югу от Кавау расположен город Окленд.

## География
Площадь острова — 20,2 км², приблизительная длина — 8 км, ширина — 5 км. Высшая точка, гора Грей-Хейтс, достигает 182 м. Основными горными/вулканическими породами, сформировавшими остров, являются граувакка и аргиллит. Значительная часть Кавау покрыта густой растительностью. Кроме того, остров является местом обитания птиц киви, а также самой крупной на Северном острове популяции птицы пастушка-уэки (лат. Gallirallus australis).

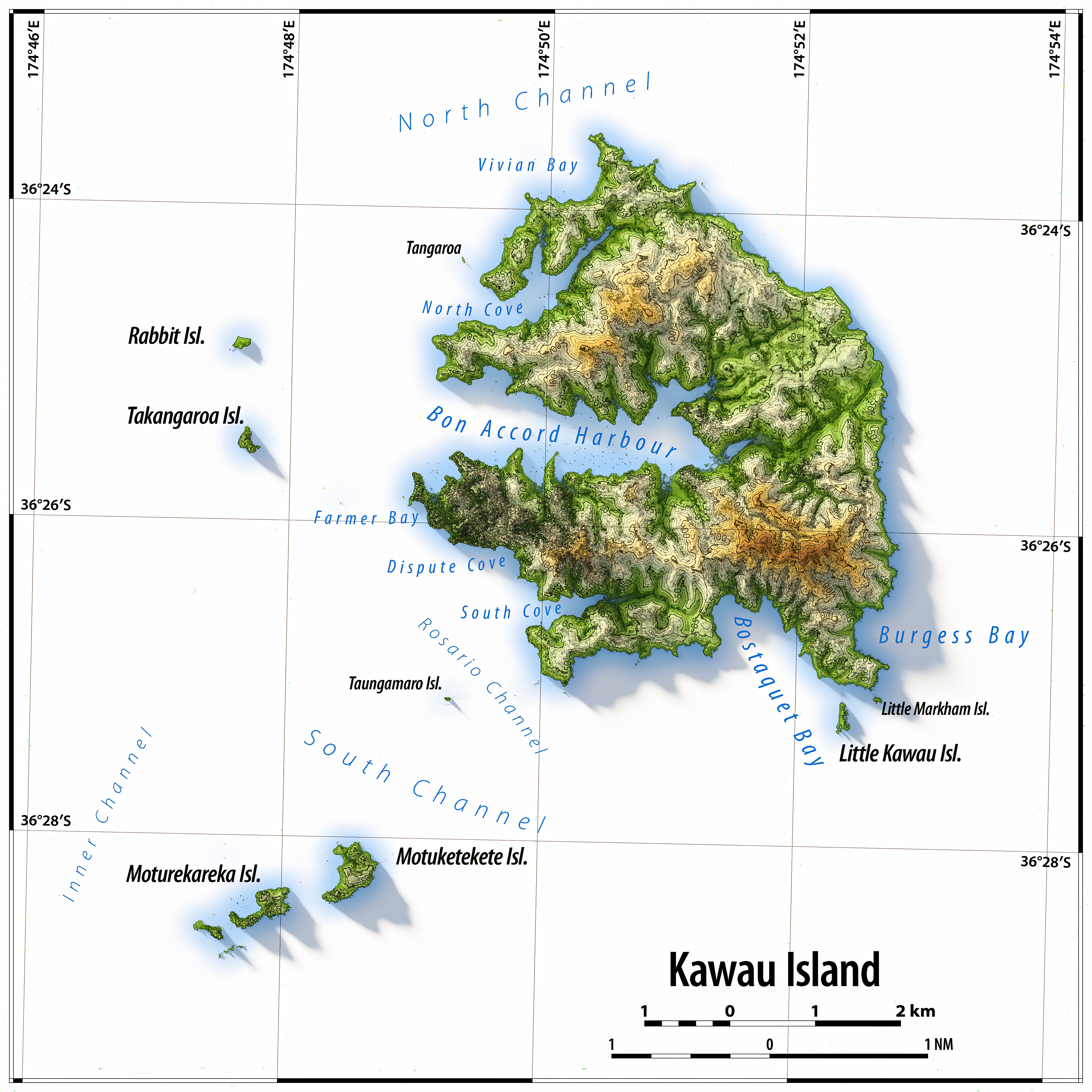
Карта острова Кавау

## История
Традиционно остров Кавау был населён местными маорийскими племенами нгатитаи и нгативаи, которые были известны своим пиратством и каннибализмом. Согласно маорийским легендам, племена Северного острова, которым надоели постоянные опустошения, однажды атаковали племена Кавау, захватив контроль над островом. После победы был организован большой пир для каннибалов. Последние представители коренного новозеландского народа покинули Кавау в 1820-х годах, после крупного столкновения с европейскими колонизаторами в ходе «мушкетных войн». Остров оставался необитаемым вплоть до 1830-х годов.
В 1837 году Кавау был выкуплен у маори Дж. Тейлором, а в 1841 году приобретён Джеймсом Форбсом Битти (англ. James Forbes Beattie), который собирался развивать на нём сельское хозяйство, а также пастбищное животноводство. Специально для этих целей на Кавау были завезены крупный рогатый скот и овцы, а также первые в истории Новой Зеландии ослы. В 1844 году на Кавау были открыты месторождения марганца, а чуть позже и меди, добыча которой осуществлялась с 1844 по июнь 1852 года.
В 1862 году Кавау был выкуплен Джорджем Греем, губернатором Новой Зеландии, который расширил дом руководителя местных медных шахт, превратив его в большую усадьбу, а прилежащую территорию в ботанический и зоологический сад. В настоящее время резиденция губернатора находится в государственной собственности, являясь частью исторического заповедника «Остров Кавау» (англ. Kawau Island Historic Reserve), который находится под управлением Департамента охраны окружающей среды Новой Зеландии. Заповедник занимает примерно 10 % площади острова и включает в себя старый медный рудник.

## Население
На острове проживает небольшое количество постоянного населения в составе около 70 человек (2006), однако в праздничные и выходные дни численность населения Кавау сильно возрастает ввиду притока туристов.